# Piz Sezner
Der Piz Sezner ist ein 2310 m ü. M. hoher Gipfel südwestlich von Ilanz in der bündnerischen Surselva in der Schweiz.
Weil ein steiler Gipfelaufbau fehlt, ist dieser Berg für Mountain-Bike-Touren besonders geeignet. Vom Gipfel aus ergibt sich eine gute Fernsicht. Am Nordhang des Piz Sezner liegt Obersaxen, das von Walsern besiedelt wurde und deutschsprachig ist. Auf der Südseite liegt das Val Lumnezia mit den romanischen Ortschaften Morissen, Cumbel und Lumbrein.